# 裴之平
裴之平（はい しへい、生年不詳 - 566年）は、南朝梁から陳にかけての人物。字は如原。本貫は河東郡聞喜県。

## 経歴
梁の中散大夫の裴髦（裴邃の兄）の五男として生まれた。召されて文徳主帥に任じられた。普通6年（525年）、梁が北伐の軍を起こすと、之平は都督の夏侯亶の下で従軍し、戦功により費県侯に封じられた。衡州で紛乱が起こると、之平は仮節・超武将軍・都督衡州五郡征討諸軍事となり、その鎮圧にあたった。元帝の承聖年間、散騎常侍・右衛将軍・晋陵郡太守を歴任した。陳の文帝が即位すると、光禄大夫の位を受け、慈訓宮衛尉に任じられたが、就任しなかった。人工の山を築き、池を掘って、花や木を植え、そのあいだに庵を結んで隠遁の生活を営んだ。天康元年（566年）、死去した。仁威将軍・光禄大夫の位を追贈された。諡は僖子といった。
子に裴忌があった。

## 伝記資料
- 『梁書』巻28 列伝第22
- 『陳書』巻25 列伝第19
- 『南史』巻58 列伝第48